# جاي دون بليك
جاي دون بليك (بالإنجليزية: Jay Don Blake)‏ هو لاعب غولف أمريكي، ولد في 28 أكتوبر 1958 في سانت جورج في الولايات المتحدة.

## وصلات خارجية
- جاي دون بليك على موقع رابطة لاعبي الغولف المحترفين (الإنجليزية)
- جاي دون بليك على موقع رابطة اليابان للاعبي الغولف المحترفين (الإنجليزية)
- جاي دون بليك على موقع التصنيف العالمي الرسمي للغولف (الإنجليزية)